# Biserica reformată din Feldioara

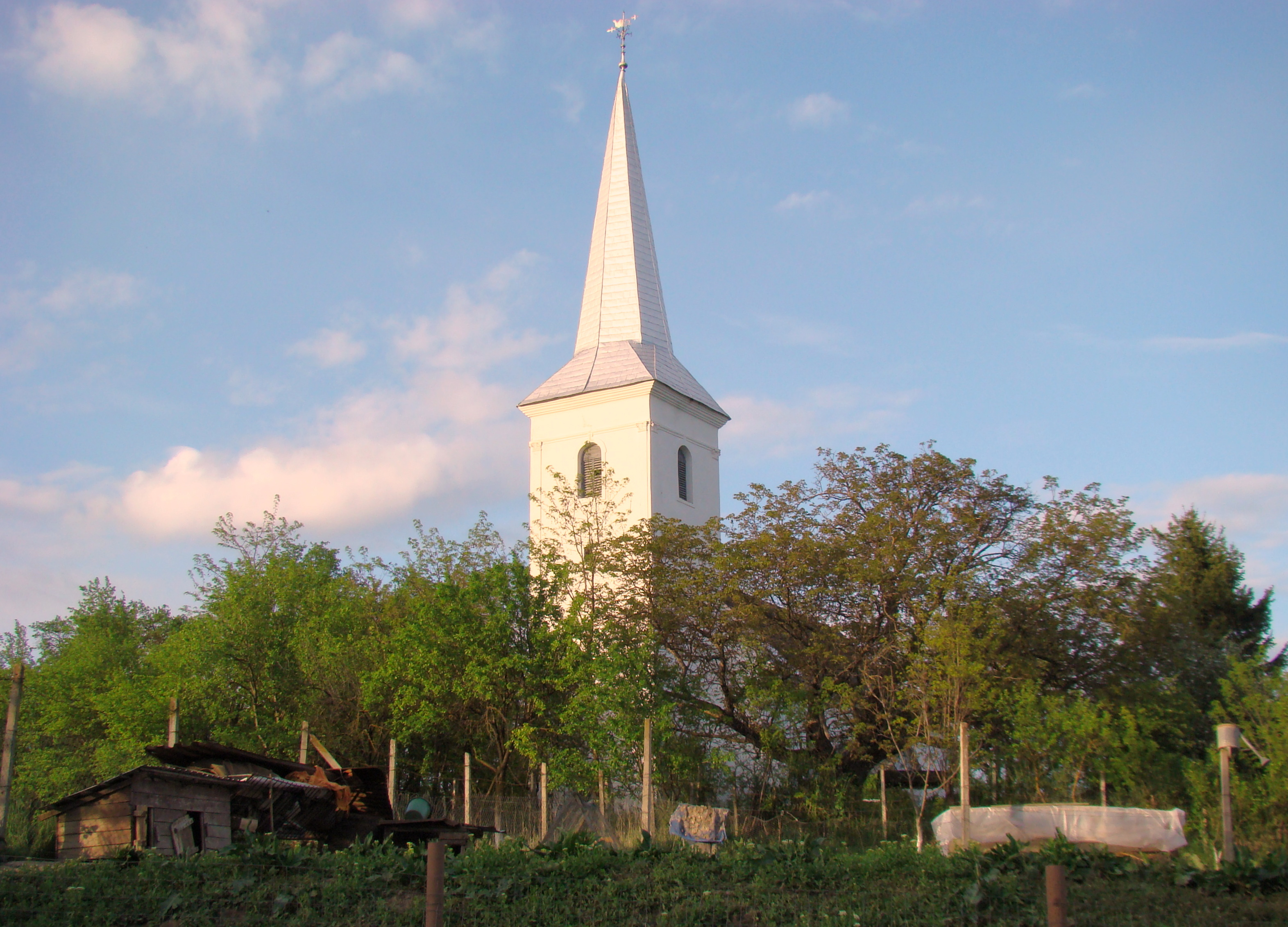
Biserica și împrejurimile

Biserica reformată din Feldioara este un monument istoric aflat pe teritoriul satului Feldioara, comuna Cătina.

## Localitatea
Feldioara (în maghiară Melegföldvár) este un sat în comuna Cătina din județul Cluj, Transilvania, România. Prima menționare documentară a satului Feldioara este din anul 1327.

## Biserica
Biserica (inițial romano-catolică, apoi unitariană) a fost preluată de calvini în 1622. Odată cu stingerea familiei nobiliare Zsuki, de confesiune unitariană, și ultimii unitarieni care au mai rămas în localitate s-au alăturat bisericii reformate.
În 1830 este menționată în documente biserica care se deteriorează. Renovarea bisericii și reconstrucția turnului au început în 1831. Lucrările nu au putut fi finalizate decât mult mai târziu, deoarece în 1840 încă se colectau fonduri pentru plata lucrărilor.

## Imagini din exterior

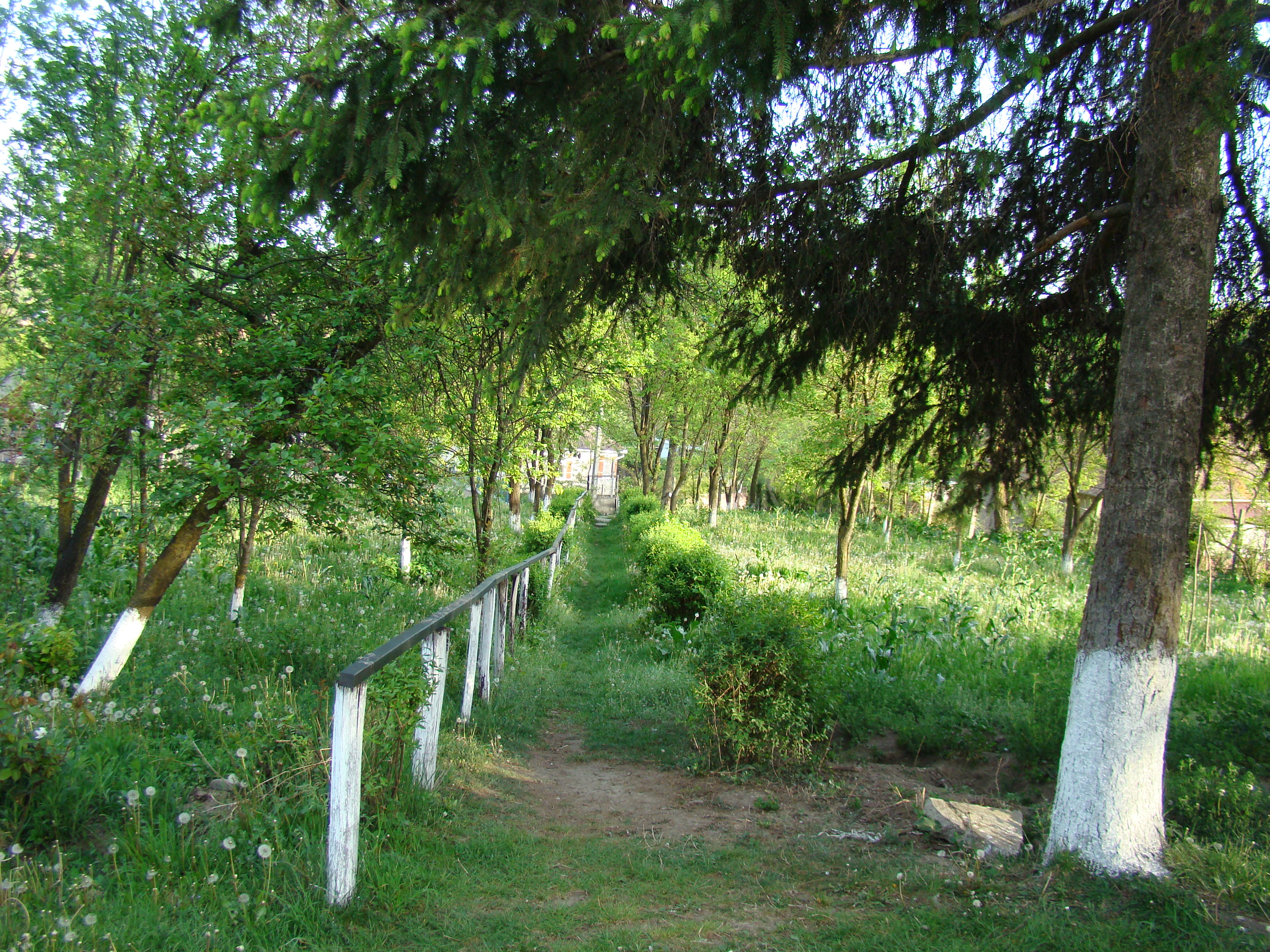
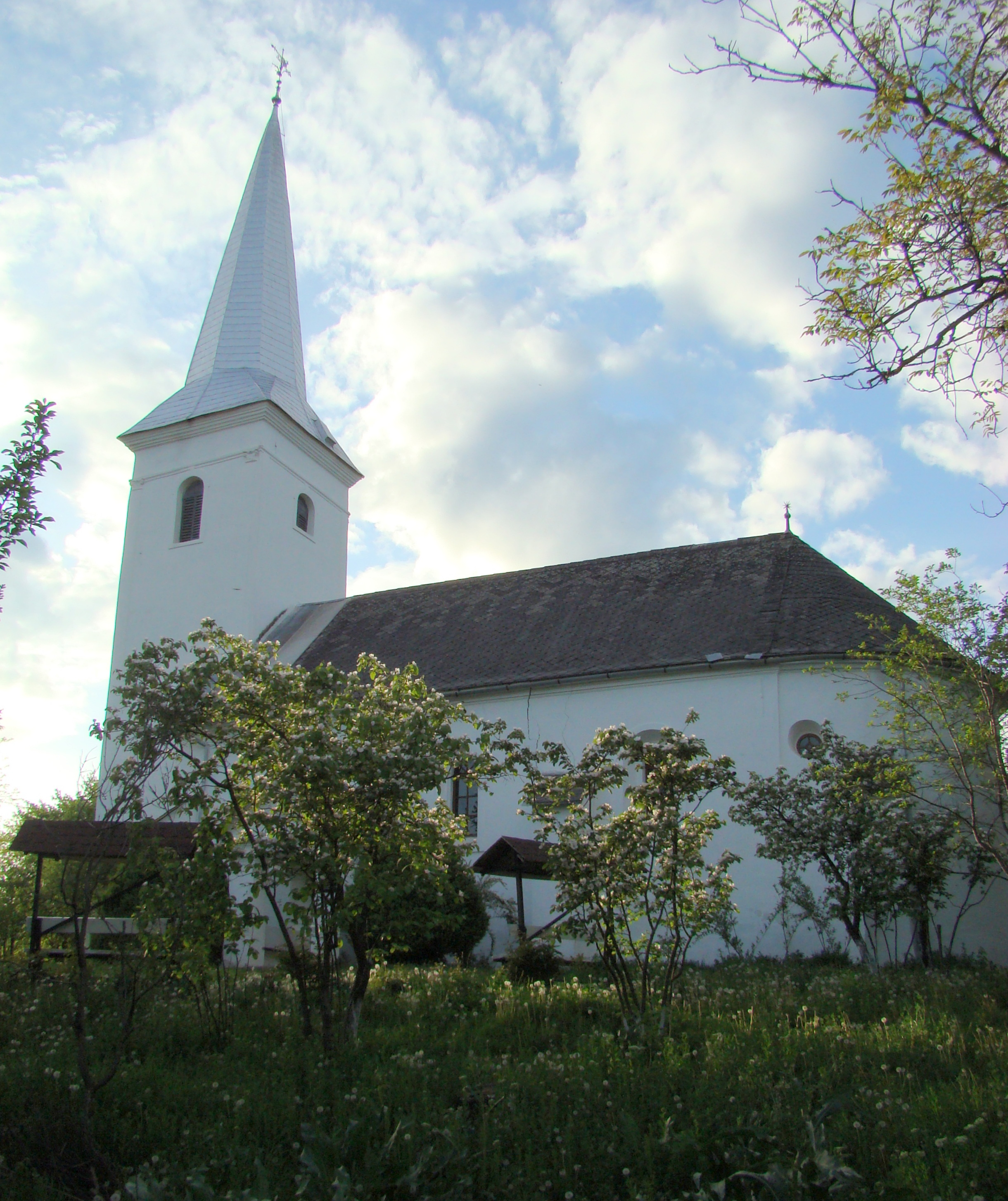
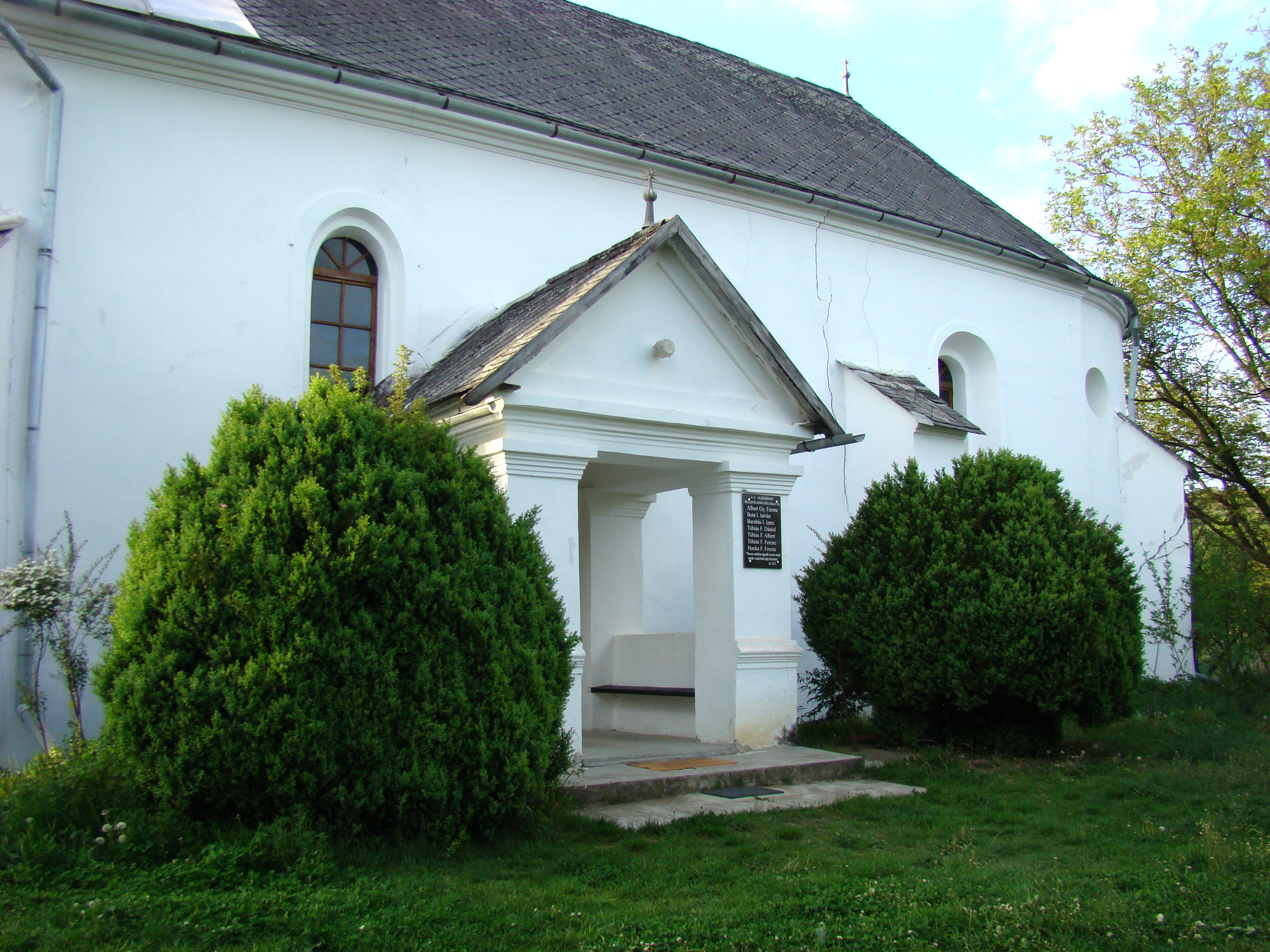
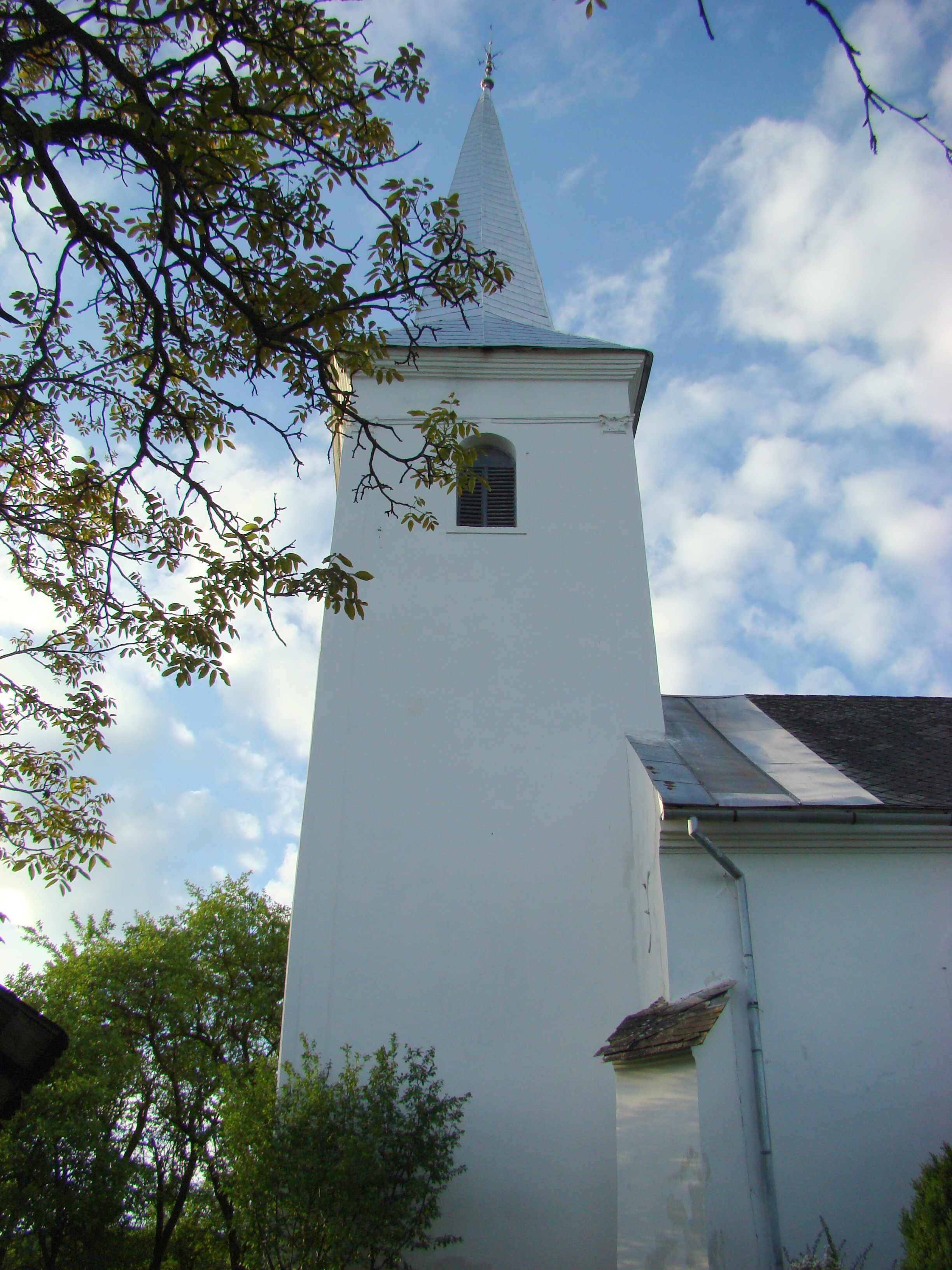
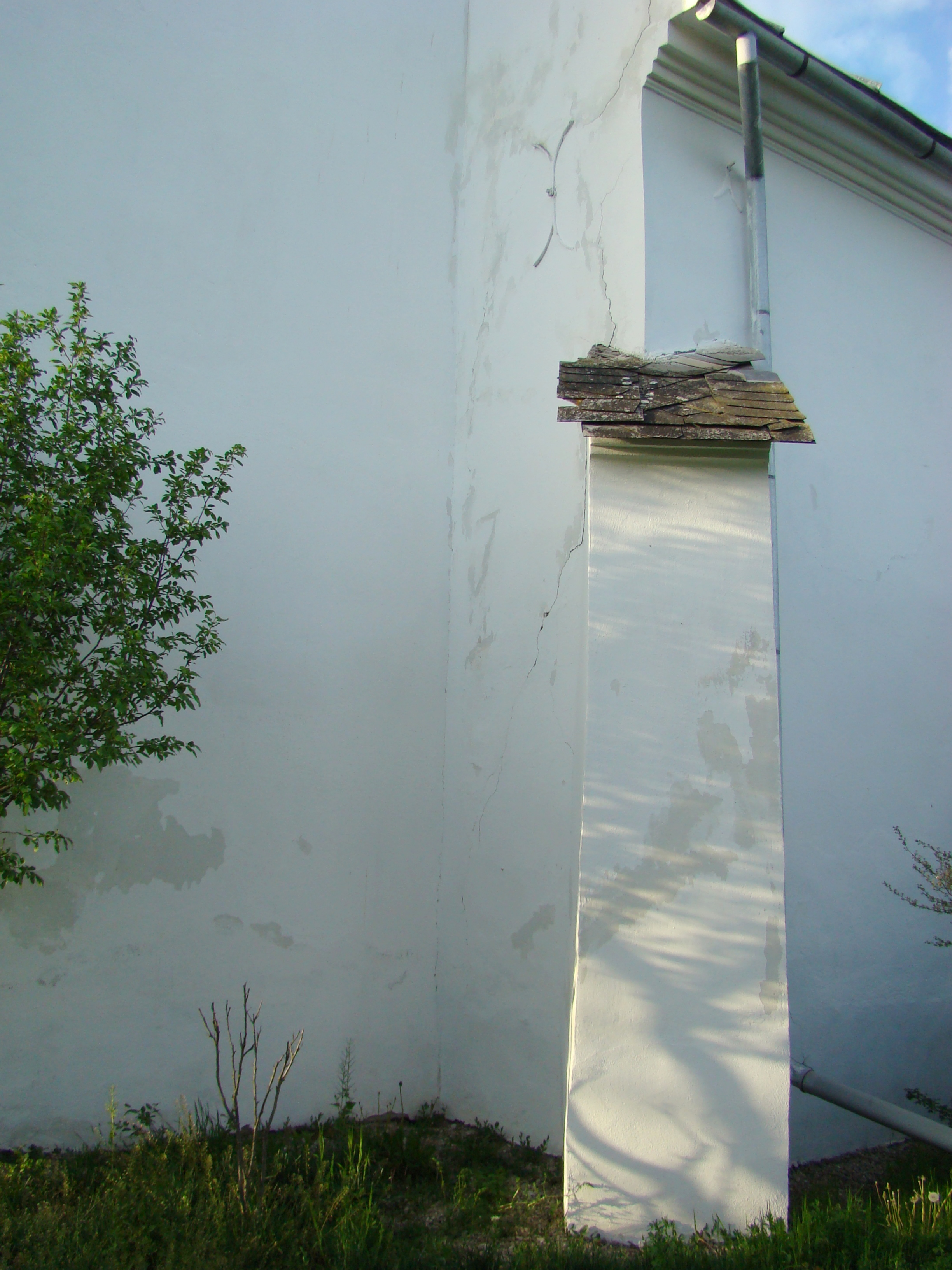
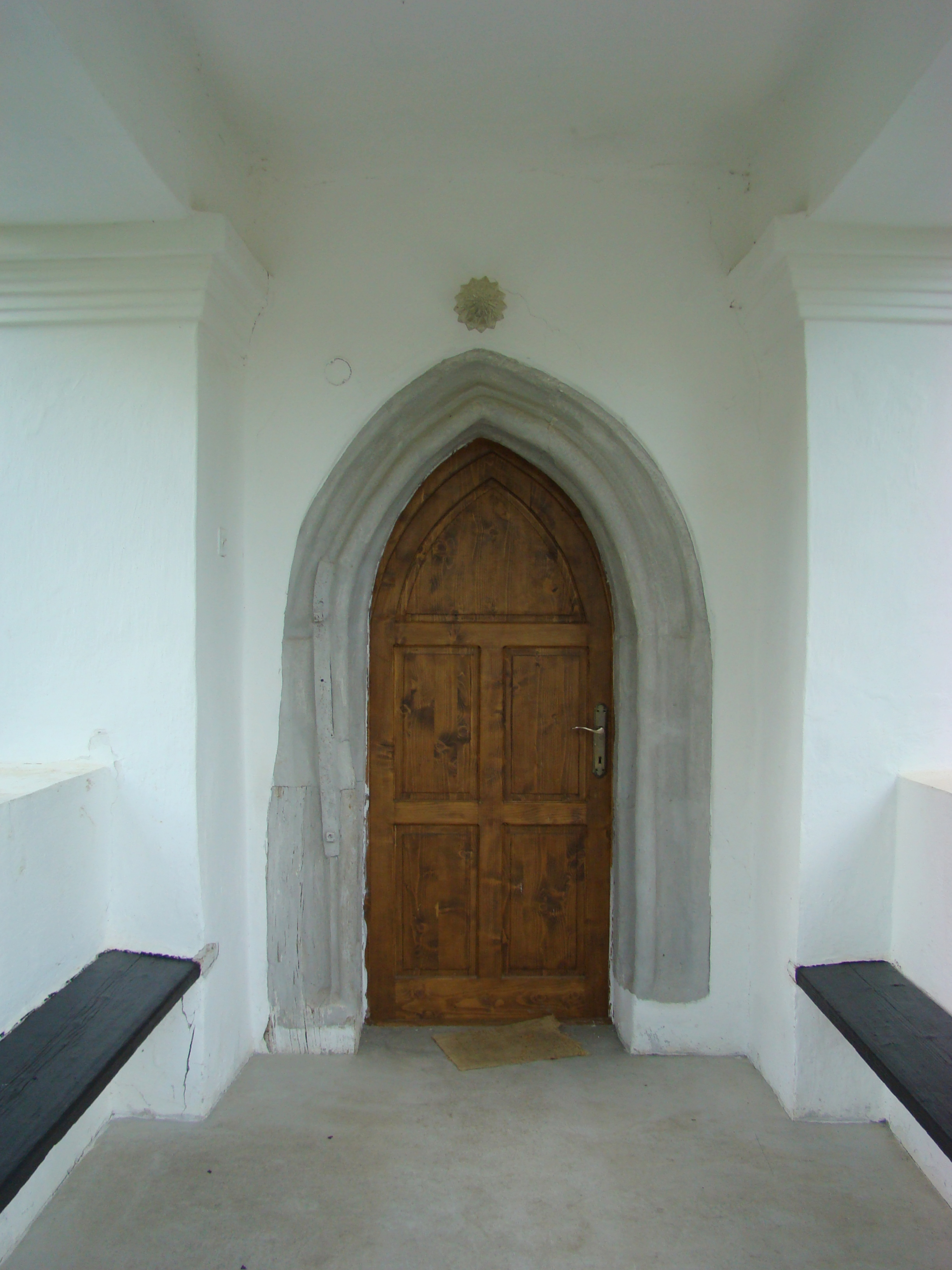
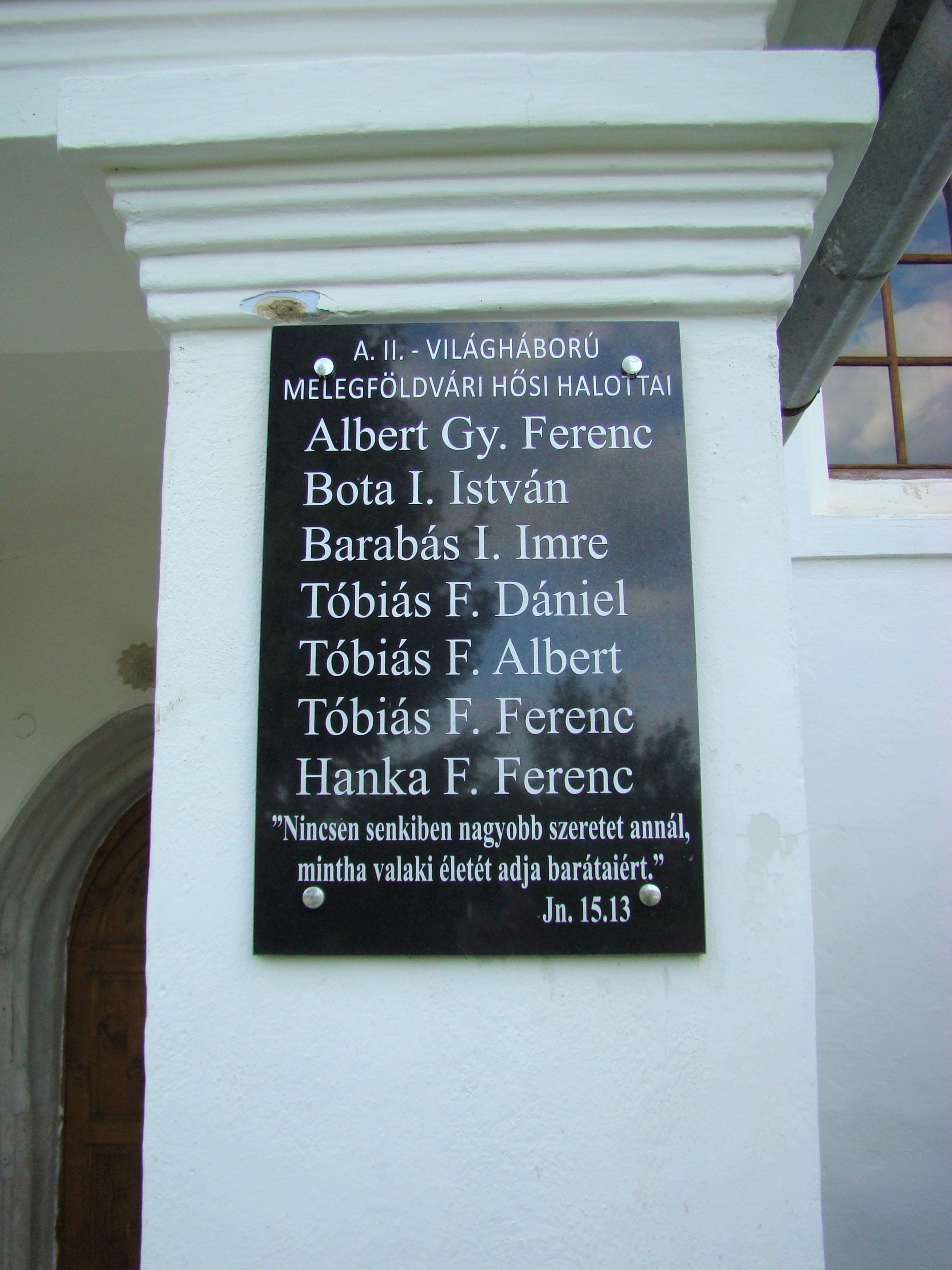
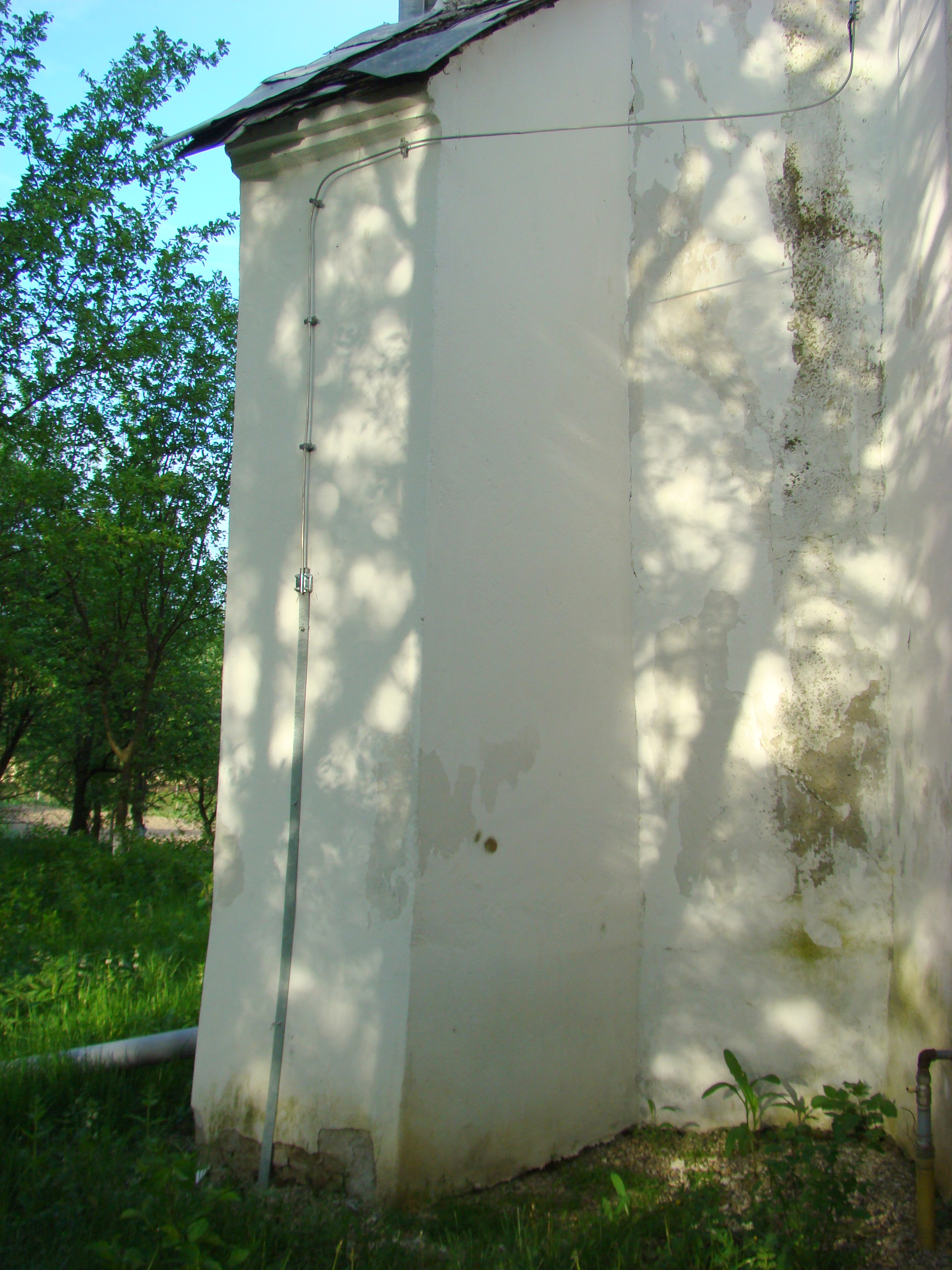
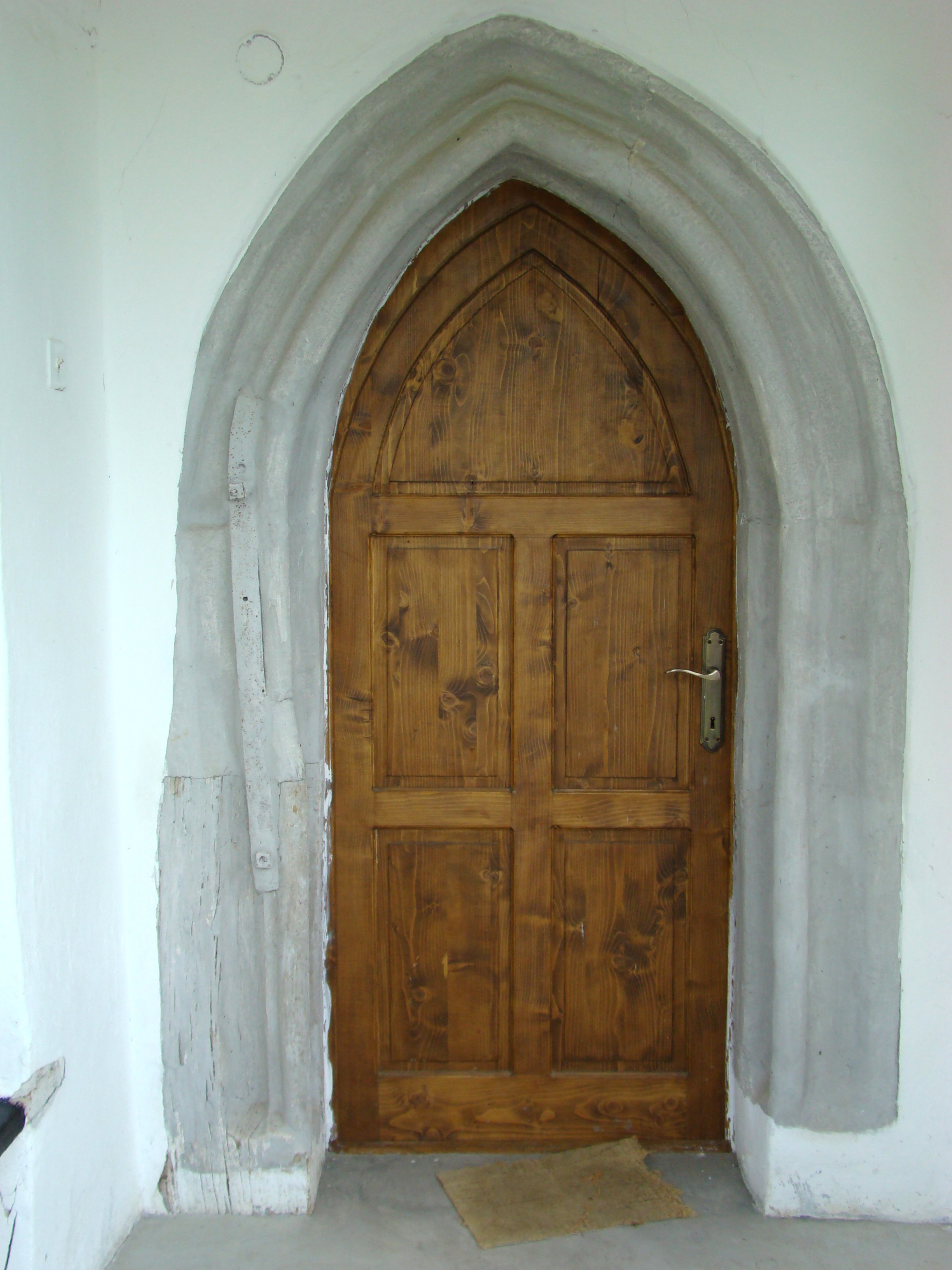
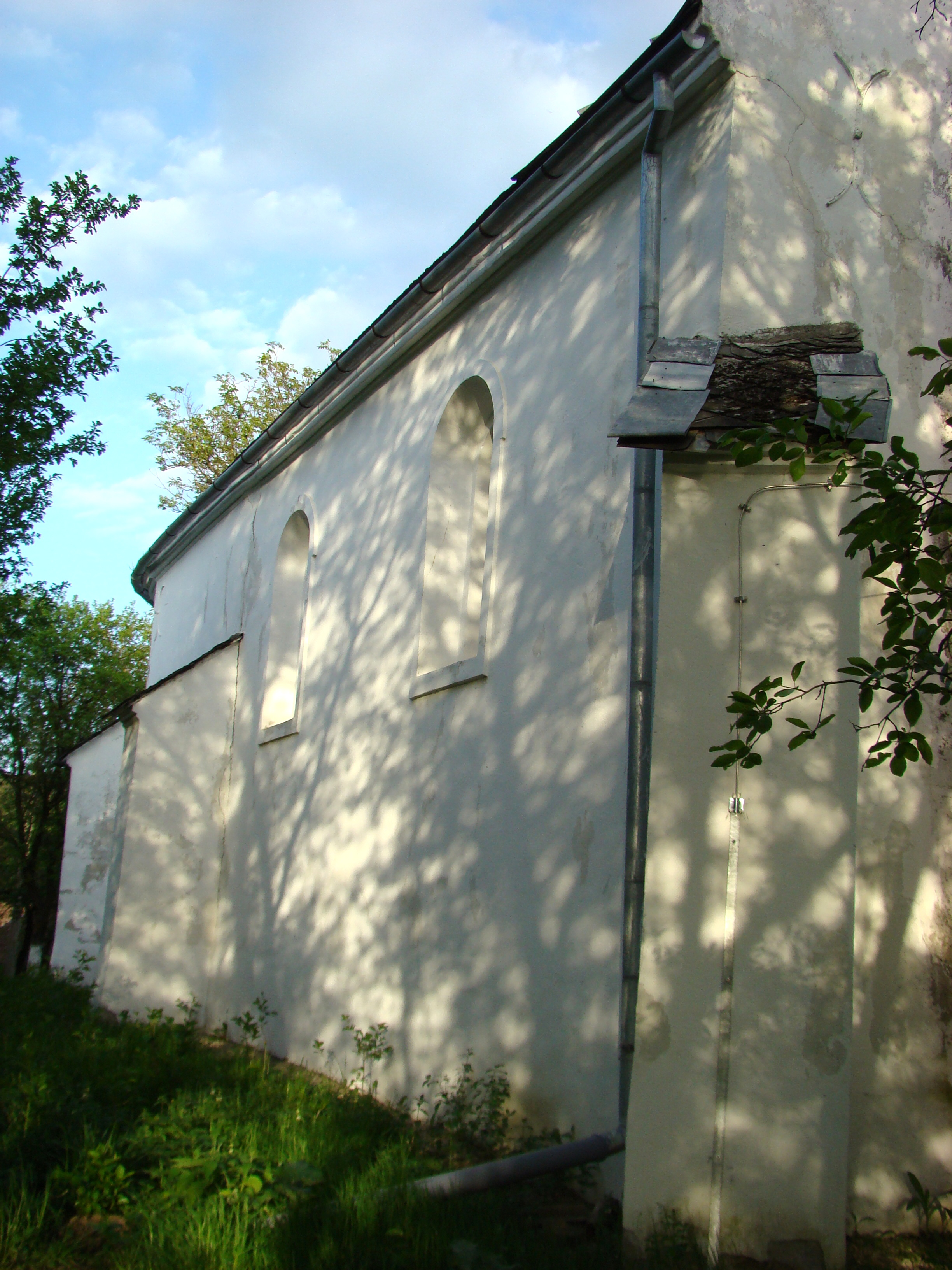
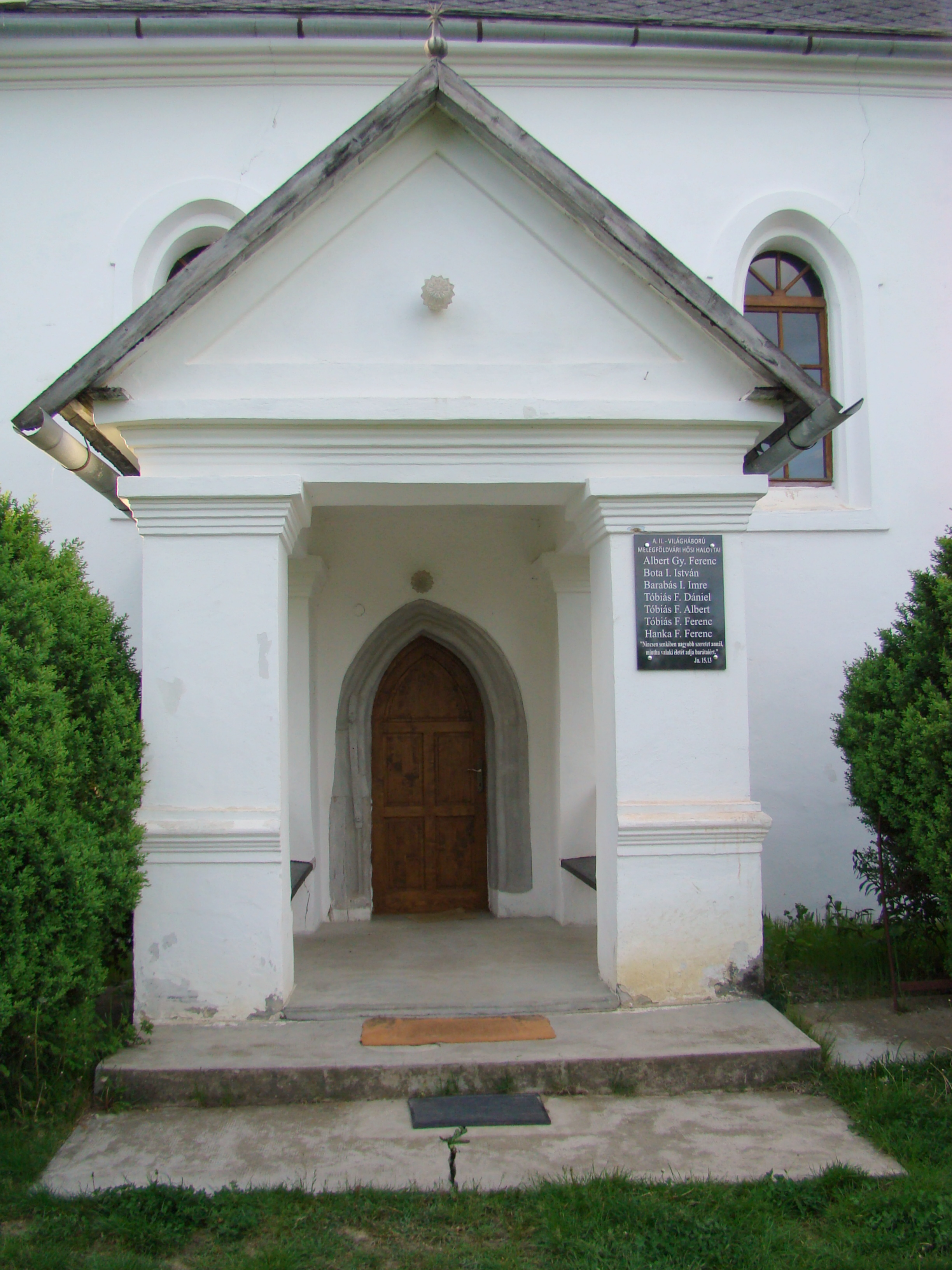
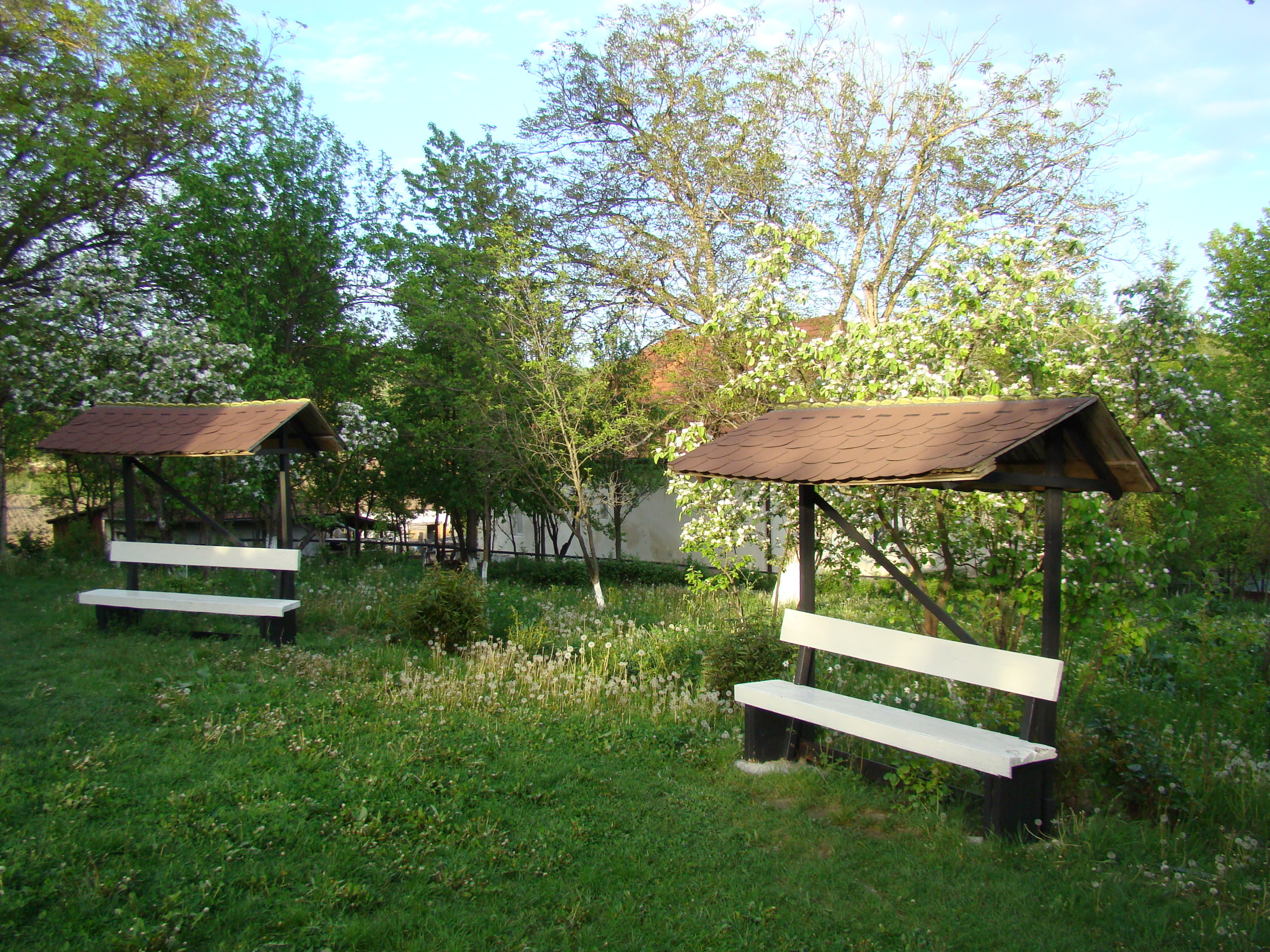
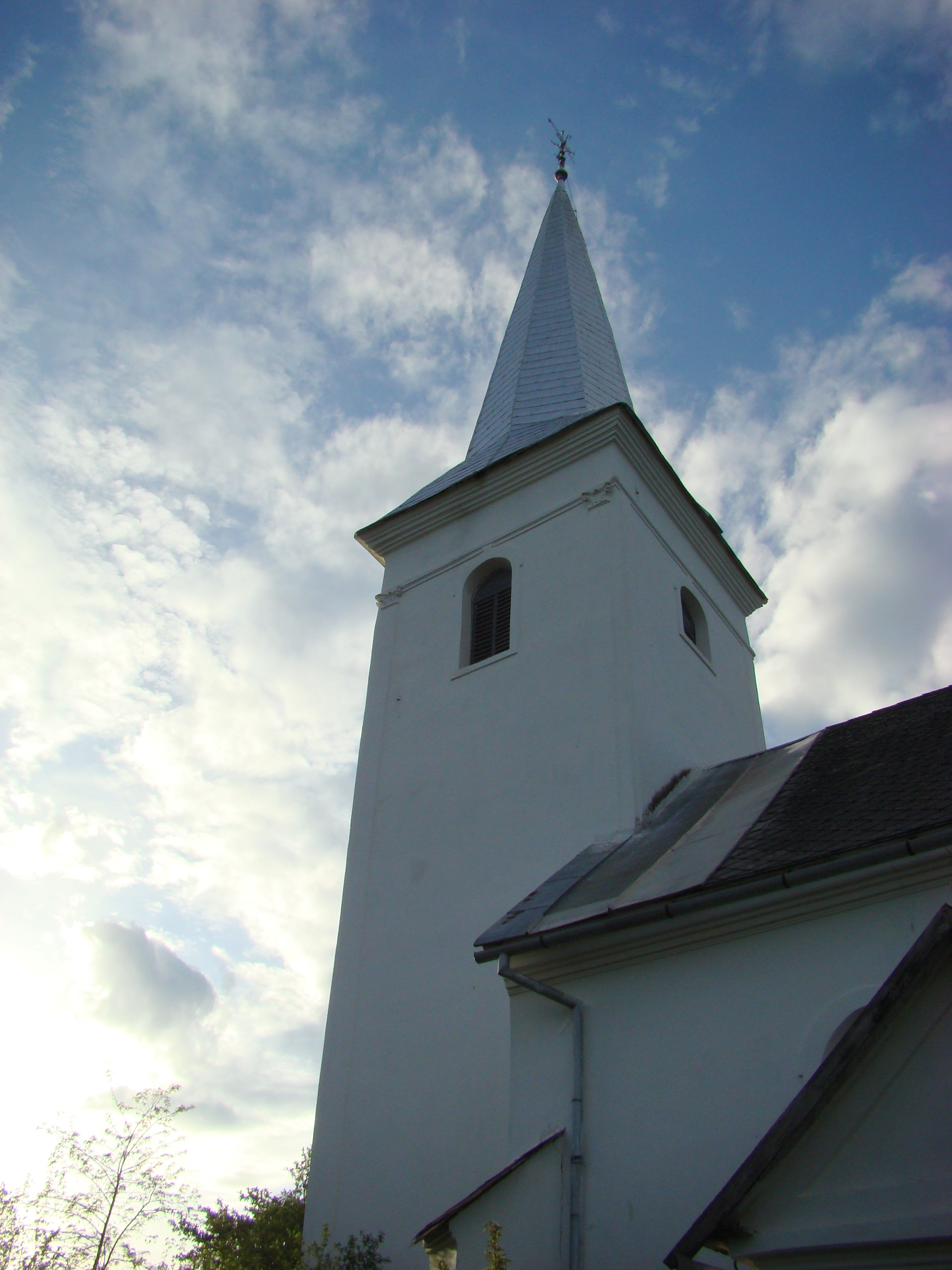
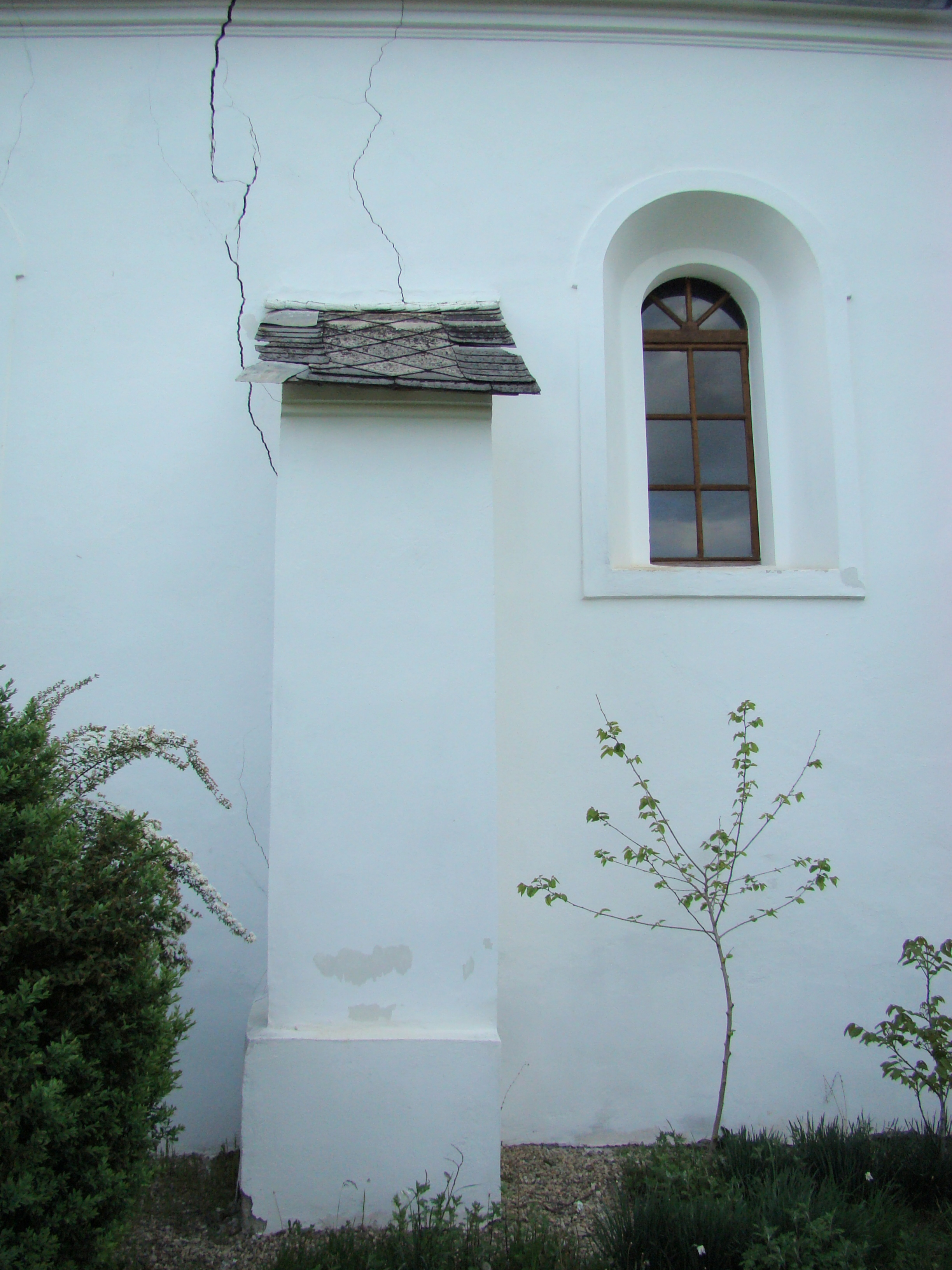
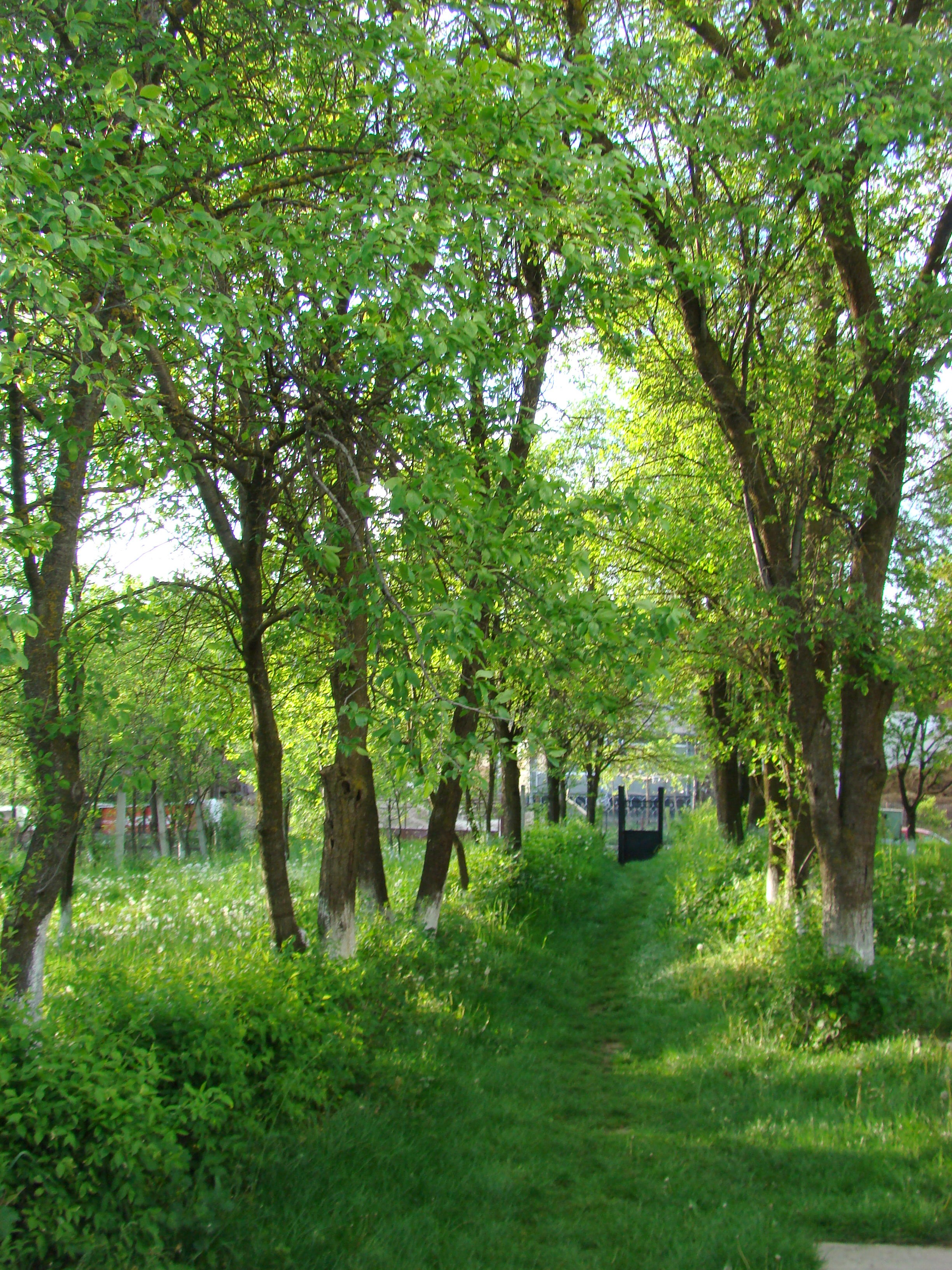

## Vezi și
- Feldioara, Cluj